# Lampertheim (Bas-Rhin)
Lampertheim település Franciaországban, Bas-Rhin megyében. Lakosainak száma 3475 fő (2022. január 1.). Lampertheim Berstett, Mundolsheim, Pfulgriesheim, Vendenheim és Truchtersheim községekkel határos.

## Népesség
A település népességének változása:
| Lakosok száma | 2905 | 2886 | 3061 | 3272 | 3351 | 3405 | 3459 | 3458 | 3475 |
|               | 2013 | 2015 | 2016 | 2017 | 2018 | 2019 | 2020 | 2021 | 2022 |